# Erich Schanko
Erich Schanko (* 4. Oktober 1919 in Dortmund; † 14. November 2005 in Kamen) war ein deutscher Fußballspieler.

## Sportliche Laufbahn
Erich Schanko wechselte 1947 vom TuS Bövinghausen zu Borussia Dortmund. Hier konnte er sich schnell durchsetzen und stand mit den Schwarz-Gelben 1949 im Endspiel um die Deutsche Meisterschaft. Dieses als „Sonnenschlacht“ in die Fußballgeschichte eingegangene Spiel verlor Schanko mit seinen Dortmundern gegen den VfR Mannheim nach Verlängerung mit 2:3. Zusätzlich büßte Schanko in diesem Spiel noch mehrere Zähne ein.
Trotz seines schon fortgeschrittenen Alters wurde Schanko zwischen 1951 und 1954 14-mal in die A-Nationalmannschaft berufen. Zu seinem letzten Einsatz kam er im finalen Qualifikationsspiel für die Weltmeisterschaft in der Schweiz im März 1954 in Saarbrücken gegen die Nationalmannschaft des Saarlands. In den Kader für die WM berief Sepp Herberger jedoch letztlich Karl Mai. Auch im Verein konnte Schanko nie einen ganz großen Erfolg verbuchen. Aufgrund von Verletzungen verlor er im Jahr von Dortmunds erster Deutschen Meisterschaft 1956 seinen Stammplatz. Zu seinen letzten zwei Einsätzen kam er in der Saison 1956/57.

## Trainerlaufbahn
Mitte der 1960er-Jahre trainierte er den RSV Meinerzhagen in der Verbandsliga Westfalen.

## Weiterer Werdegang
Schanko blieb der Borussia weiter verbunden. Noch weit über sein 60. Lebensjahr hinaus schnürte er regelmäßig die Fußballstiefel, um in der Traditionsmannschaft der Dortmunder zu spielen. Des Weiteren war er Mitglied des Ältestenrates des BVB.

## Trivia
Im Jahr 2012 wurde die nach ihm benannte Erich-Schanko-Straße in Dortmund-Brackel, in der Nähe des Trainingszentrums des BVB, eingeweiht. Das heutige Dorfgemeinschaftshaus "Zum Schanko" in der niedersächsischen Bergarbeitersiedlung Handorf-Langenberg erhielt Ende der 1960er Jahre seinen Namen, weil der frühere Besitzer Hubert Frilling in der lokalen Fußballmannschaft dieselbe Position spielte und von seinen Mitspielern diesen Spitznamen erhielt.

## Erfolge
- Zweiter der Deutschen Meisterschaft 1949
- Westdeutscher Meister 1949, 1950, 1953, 1956, 1957

## Statistik
- 14 A-Länderspiele (kein Tor)
- 208 Spiele und 11 Tore in der Oberliga West
- 1 DFB-Pokal-Spiel
- 1 Europapokal-Spiel